# Bërëlëch (tributario dell'Ajan-Jurjach)
Il Bërëlëch (in russo Бёрёлёх?, anche Берелёх], Берелех; in lingua sacha: Бөрөлөөх) è un fiume della Siberia nordorientale (oblast' di Magadan), affluente di sinistra dell'Ajan-Jurjach (bacino idrografico della Kolyma).
Ha origine dai monti Ochandja e scorre poi con direzione mediamente meridionale attraversando una regione montagnosa sul versante meridionale dei monti Čerskij; sfocia nell'Ajan-Jurjach alcuni chilometri a valle dell'omonimo insediamento urbano. I maggiori affluenti del Bërëlëch sono Burkand'ja, Malyk-Sien, Taboga, Susuman, Sylgybystach dalla sinistra idrografica, Čaj-Jurjue dalla destra.
La valle del Bërëlëch e dei suoi affluenti è una zona di popolamento relativamente più denso rispetto al vuoto umano quasi totale che caratterizza le regioni settentrionali dell'estremo oriente russo. Il fiume tocca infatti alcuni centri urbani, prevalentemente fondati durante l'epoca sovietica per lo sfruttamento dei cospicui giacimenti di oro della zona. Il maggiore insediamento toccato dal fiume è la città di Susuman, mentre altri centri minori sono Širokij, Cholodnyj, Beličan e Bol'ševik. Questi insediamenti, in seguito al collasso dell'Unione Sovietica, hanno subito un drastico calo della popolazione o addirittura, come è il caso di Beličan, sono stati completamente abbandonati dagli abitanti e sono diventati delle città fantasma.
Le acque del Bërëlëch, analogamente a tutti gli altri fiumi del bacino, sono gelate per lunghi periodi ogni anno, mediamente da ottobre a maggio.